# Natale Conti
Natale Conti, lateinisch: Natalis Comes, französisch: Noël le Comte (* 1520 in Mailand; † 1582 ebenda) war ein venezianischer Gelehrter und Historiker, der vor allem durch sein 1551 erschienenes mythographisches Handbuch, die Mythologiae, sive explicationis fabularum libri decem, bekannt geworden ist.

## Leben
Über sein Leben ist wenig bekannt. Er studierte in Venedig und war Lehrer von Francesco Panigarola. Sein Hauptwerk, die Mythologia, wurde 1551 von Aldus Manutius, erneut 1568 mit einer Widmung an Charles IX, den König von Frankreich, schließlich ein drittes Mal zu seinen Lebzeiten 1581 mit Glossen von Geoffroi Linoicer gedruckt. Die häufigen Widmungen seiner Werke an Charles IX könnten auf einen Aufenthalt in Frankreich hinweisen, wo sein Hauptwerk sehr erfolgreich war (die erste Übersetzung erschien dort 1604), möglicherweise hatte er gar Kontakt zur Pléiade.

## DieMythologiae sive explicationis fabularum libri decem
Die lateinisch abgefasste Mythologia nimmt im Original mehr als tausend Seiten ein und erlebte im 16. und 17. Jahrhundert weit über 20 Auflagen; die französische Übersetzung durchlief ihrerseits sechs Auflagen. Damit war die Mythologia Contis weit über ihre Zeit hinaus das maßgebliche Werk zur antiken Mythologie. Im Unterschied zu den Handbüchern von Giraldi und Cartari zieht Conti in größerem Umfang Epigramme, Eidyllien und Ekphrasen aus der griechischen Literatur heran. Für die Mythendarstellung bevorzugt er einen eher literarischen als philologischen Stil. Nach einem aus dem Mittelalter übernommenen Schema werden die Mythen historisch, „naturwissenschaftlich“ und moralisch interpretiert; neuplatonischer Einfluss ist in dieser allegorischen Mythendeutung klarer als bei seinen Vorgängern zu erkennen. Zum Begriff des Mythos sagt Conti in der Einleitung zur Mythologia, dass die frühen Philosophen ihr Wissen von Mythen abgeleitet haben „und daß ihre Philosophie nichts anderes war als die Bedeutung dieser Sagen, die sich ergibt, wenn man ihre Hülle und ihre Einkleidung abstreift“. Contis Thesen wirkten über Francis Bacon (Weisheit der Alten, 1609) bis auf Ernst Cassirers Philosophie der symbolischen Formen (1923–1929) fort.
Die Mythologiae wurden bis ins 18. Jahrhundert als autoritative Quelle für die griechische Mythologie zitiert. Philologische Untersuchungen haben jedoch ergeben, dass Conti ungenau zitierte und seine Darstellung oft mit selbst ausgedachten Details ergänzte. Somit kommen die Mythologiae nicht als primärer Überlieferungsträger antiker Mythen in Frage, stellen jedoch ein wichtiges Zeugnis frühneuzeitlicher Antikenrezeption dar.

## Weitere Werke
Als humanistischer Dichter veröffentlichte er unter anderem Elegien in griechischer und lateinischer Sprache, ein parodistisches Kurzepos mit dem Titel Myrmicomyamachiae libri quattuor („Der Kampf der Ameisen und Fliegen in vier Büchern“) und elegische bzw. hexametrische Gedichte zum Thema der Zeit: De quattuor anni temporibus („Über die vier Jahreszeiten“) und das Cosimo de’ Medici gewidmete Gedicht De horis liber unus („Über die Stunden des Tages, in einem Buch“). In den vier Büchern des Gedichts De venatione („Über die Jagd“) nimmt Conti die vergilischen Georgica auf.
Sein zweites gelehrtes Hauptwerk ist Universae historiae sui temporis, eine Chronik der Jahre 1545 bis 1581. Außerdem verfasste Conti eine Reihe von Übersetzungen antiker Abhandlungen zur Rhetorik wie etwa der Progymnasmata des Aphthonios, weiter der Deipnosophistae des Athenaios und der pseudo-plutarchischen Schrift De fluviis.

## Werke
Die Mythologia
- Das lateinische Original
  - Natalis Comitis Mythologiae, sive explicationis fabularum libri decem (Venedig: Aldus Manutius 1551, 1568; auch: Frankfurt 1581; Genf 1651; Paris: Fr. Gueffier 1605) Digitalisat Padua 1616
- Die französische Übersetzung
  - Noël le Comte: Mythologie ou Explication des fables. Zuerst: 1604. Paris: Chevalier 1627; Ndr. v. Stephen Orgel, New York, London: Garland 1976 (The Renaissance and the Gods, 26)
- Moderne Übersetzungen ins Englische
  - Anthony DiMatteo (Übers.): Natale Conti's Mythologies: A Select Translation. New York: Garland, 1994.
  - John Mulryan, Steven Brown (Übers.): Natale Conti's Mythologiae (2 Bde.). Tempe: Arizona Center for Medieval and Renaissance Studies (ACMRS) 2006 (Medieval and Renaissance Texts and Studies, 316). ISBN 978-0-86698-361-7 (Rez. v. R. Scott Smith, in: Bryn Mawr Classical Review 2009.04.69; Stella Revard, Seventeenth-Century News Vol. 66, 2008, 36-40 (PDF))

Weitere Werke
- De venatione libri IIII (1551)
- Lettere volgari di diversi nobilissimi huomini (1551)
- Myrmicomyamachiae libri quattuor
- De quattuor anni temporibus
- De horis liber unus
- Universae historiae sui temporis